# Carlos Arboleda
Carlos Alexi Arboleda (n. Guayaquil, Ecuador; 24 de enero de 1991) es un futbolista ecuatoriano. Juega como defensa y su equipo actual es Libertad Fútbol Club de la Serie A de Ecuador.

## Estadísticas

### Clubes
Actualizado al último partido disputado el 16 de agosto de 2025.
| Club                                   | Div.          | Temporada     | Liga  | Liga  | Copas nacionales | Copas nacionales | Copas internacionales | Copas internacionales | Total | Total |
| Club                                   | Div.          | Temporada     | Part. | Goles | Part.            | Goles            | Part.                 | Goles                 | Part. | Goles |
| -------------------------------------- | ------------- | ------------- | ----- | ----- | ---------------- | ---------------- | --------------------- | --------------------- | ----- | ----- |
| Filanbanco · Ecuador                   | 3.ª           | 2008          | 6     | 0     | —                | —                | —                     | —                     | 6     | 0     |
| Filanbanco · Ecuador                   | Total club    | Total club    | 6     | 0     | 0                | 0                | 0                     | 0                     | 6     | 0     |
| Caribe Junior · Ecuador                | 3.ª           | 2010          | 17    | 7     | —                | —                | —                     | —                     | 17    | 7     |
| Caribe Junior · Ecuador                | 3.ª           | 2011          | 5     | 0     | —                | —                | —                     | —                     | 5     | 0     |
| Caribe Junior · Ecuador                | Total club    | Total club    | 22    | 7     | 0                | 0                | 0                     | 0                     | 22    | 7     |
| Deportivo Quevedo · Ecuador            | 2.ª           | 2012          | 29    | 1     | —                | —                | —                     | —                     | 29    | 1     |
| Deportivo Quevedo · Ecuador            | Total club    | Total club    | 29    | 1     | 0                | 0                | 0                     | 0                     | 29    | 1     |
| Liga Deportiva Universitaria · Ecuador | 1.ª           | 2013          | 24    | 0     | —                | —                | 1                     | 0                     | 25    | 0     |
| Liga Deportiva Universitaria · Ecuador | 1.ª           | 2014          | 1     | 0     | —                | —                | —                     | —                     | 1     | 0     |
| Liga Deportiva Universitaria · Ecuador | Total club    | Total club    | 25    | 0     | 0                | 0                | 1                     | 0                     | 26    | 0     |
| Liga de Portoviejo · Ecuador           | 2.ª           | 2015          | 24    | 0     | —                | —                | —                     | —                     | 24    | 0     |
| Liga de Portoviejo · Ecuador           | Total club    | Total club    | 24    | 0     | 0                | 0                | 0                     | 0                     | 24    | 0     |
| Liga de Loja · Ecuador                 | 2.ª           | 2016          | 34    | 7     | —                | —                | —                     | —                     | 34    | 7     |
| Liga de Loja · Ecuador                 | Total club    | Total club    | 34    | 7     | 0                | 0                | 0                     | 0                     | 34    | 7     |
| Macará · Ecuador                       | 1.ª           | 2017          | 40    | 8     | —                | —                | —                     | —                     | 40    | 8     |
| Macará · Ecuador                       | 1.ª           | 2018          | 40    | 2     | —                | —                | 2                     | 0                     | 42    | 2     |
| Macará · Ecuador                       | 1.ª           | 2019          | 30    | 1     | 4                | 1                | 4                     | 1                     | 38    | 3     |
| Macará · Ecuador                       | Total club    | Total club    | 110   | 11    | 4                | 1                | 6                     | 1                     | 120   | 13    |
| Aucas · Ecuador                        | 1.ª           | 2020          | 7     | 0     | —                | —                | 2                     | 0                     | 9     | 0     |
| Aucas · Ecuador                        | Total club    | Total club    | 7     | 0     | 0                | 0                | 2                     | 0                     | 9     | 0     |
| Orense · Ecuador                       | 1.ª           | 2020          | 13    | 0     | —                | —                | —                     | —                     | 13    | 0     |
| Orense · Ecuador                       | Total club    | Total club    | 13    | 0     | 0                | 0                | 0                     | 0                     | 13    | 0     |
| 9 de Octubre F. C. · Ecuador           | 1.ª           | 2021          | 8     | 0     | —                | —                | —                     | —                     | 8     | 0     |
| 9 de Octubre F. C. · Ecuador           | Total club    | Total club    | 8     | 0     | 0                | 0                | 0                     | 0                     | 8     | 0     |
| Guayaquil Sport · Ecuador              | 2.ª           | 2021          | 11    | 1     | —                | —                | —                     | —                     | 11    | 1     |
| Guayaquil Sport · Ecuador              | Total club    | Total club    | 11    | 1     | 0                | 0                | 0                     | 0                     | 11    | 1     |
| Técnico Universitario · Ecuador        | 1.ª           | 2022          | 27    | 1     | 0                | 0                | —                     | —                     | 27    | 1     |
| Técnico Universitario · Ecuador        | 1.ª           | 2023          | 26    | 2     | —                | —                | —                     | —                     | 26    | 2     |
| Técnico Universitario · Ecuador        | 1.ª           | 2024          | 26    | 4     | 3                | 0                | 1                     | 0                     | 30    | 4     |
| Técnico Universitario · Ecuador        | Total club    | Total club    | 79    | 7     | 3                | 0                | 1                     | 0                     | 83    | 7     |
| Libertad F. C. · Ecuador               | 1.ª           | 2025          | 22    | 3     | 0                | 0                | —                     | —                     | 22    | 3     |
| Libertad F. C. · Ecuador               | Total club    | Total club    | 22    | 3     | 0                | 0                | 0                     | 0                     | 22    | 3     |
| Total carrera                          | Total carrera | Total carrera | 390   | 37    | 7                | 1                | 10                    | 1                     | 407   | 39    |
| 1. 2.                                  |               |               |       |       |                  |                  |                       |                       |       |       |

## Palmarés

### Campeonatos provinciales
| Título                         | Club          | Año  |
| ------------------------------ | ------------- | ---- |
| Segunda Categoría de Sucumbíos | Caribe Junior | 2010 |
| Segunda Categoría de Sucumbíos | Caribe Junior | 2011 |